# Lotta Almblad
Charlotte (Lotta) Almblad, senare Lindefors, född 28 april 1972 i Diö, är en svensk före detta ishockeyspelare.
Almblad deltog i Olympiska vinterspelen 2002 i Salt Lake City, där det svenska laget vann brons, och i Nagano 1998, där laget kom på femte plats.
Hon gjorde 50 mål under sina 122 landskamper.